# 錫切斯電影節
錫切斯電影節是西班牙最出名的电影节之一，主要奖励奇幻、惊悚及恐怖电影。该电影节首次举办于1967年，每年10月初举办一次，举办地点是加泰罗尼亚沿海小镇錫切斯。
台灣電影導演「鬼片之王」姚鳳磐，曾於1979年以恐怖電影作品《古厝夜語》（The Tale of Old House；又名《招魂》）獲第十二屆錫切斯電影節正式競賽影片提名並入圍最佳電影導演，最終獲得最佳音效特別獎。。王祖賢在1992年以《倩女幽魂III道道道》獲得第二十二屆錫切斯電影節最佳女主角獎。杜琪峯以《大事件》赢得2004年最佳导演奖。劉德華在2013年以《盲探》獲得第四十六屆錫切斯電影節最佳男主角獎。蔡宗翰導演則以短片《愛在世界末日》、VR《主播愛你唷》兩度入圍競賽單元。
2020年，蔡怡芬導演以短片《箱子》獲最佳短片。2021年，歐崇安導演以短片《永別》入圍競賽單元。

## 奖项设置
“马里亚”奖是该电影节的主要奖项，由国际评审团选出，包括以下奖项：
- 最佳电影
- 最佳导演
- 最佳男主角
- 最佳女主角
- 最佳剧本
- 最佳摄影
- 最佳原创音乐
- 最佳短片
- 最佳化妆效果
- 最佳美术设计
- 最高榮譽獎（Grand Honorary Award）
- 不屈精神獎
- 瑪麗亞榮譽獎